# Castione Marchesi
Castione Marchesi, nota anche come Castione dei Marchesi, è una frazione del comune di Fidenza, in provincia di Parma.
La località dista 5,76 km dal capoluogo, in direzione Busseto.

## Origini del nome
La località deve il suo nome al castello che vi sorgeva in epoca medievale, noto come "Castel Leone"; il toponimo del luogo divenne in seguito "Castelleone", "Castelioni", "Castiglione", "Castione" e infine "Castione Marchesi", in riferimento alla famiglia Pallavicino.

## Storia

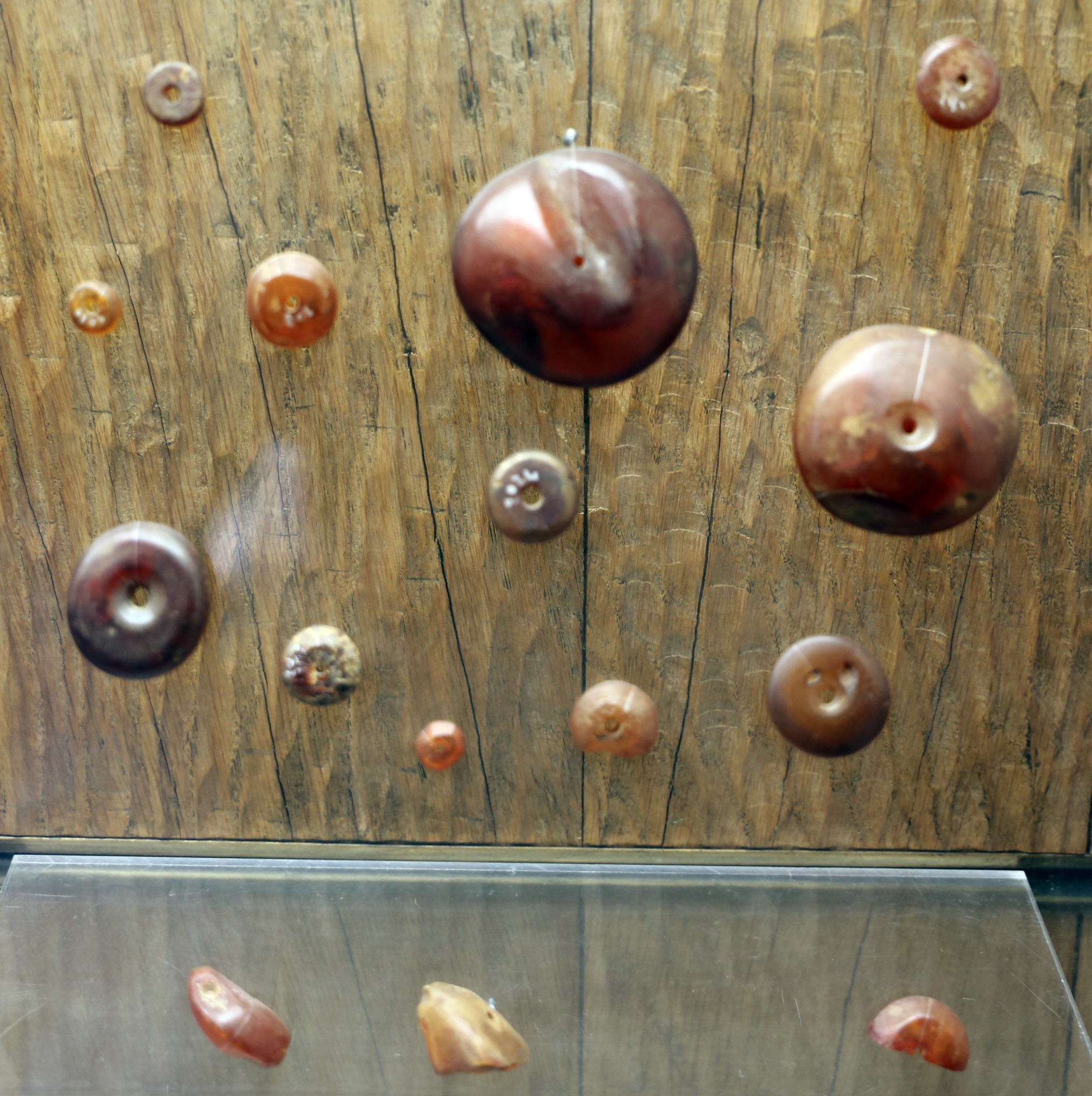
Alcuni oggetti rinvenuti nella terramara di Castione Marchesi, conservati nel Museo archeologico nazionale di Parma.

Una serie di campagne di scavi effettuate nel 1861 permise di datare alla fine del III millennio a.C. la fondazione di un primo nucleo abitato nel luogo ove oggi sorge Castione Marchesi; il villaggio, costituito da poche capanne su palafitte ed una necropoli, fu occupato dai Terramaricoli fino all'VIII secolo a.C., quando all'antica popolazione subentrarono gli Etruschi, dei quali tuttavia non rimangono che poche impronte.
I Romani si sostituirono ai precedenti abitanti pochi secoli dopo; alla nuova civiltà si devono la centuriazione che ancora oggi caratterizza la suddivisione agricola del territorio ed alcune delle strade di collegamento con le località vicine, modificate solo in epoca moderna in seguito alla costruzione della ferrovia Cremona-Fidenza e dell'autostrada A1.
Con la caduta dell'Impero romano le campagne si spopolarono e la vegetazione crebbe spontanea; fu soltanto nel X secolo che il territorio di Castione fu nuovamente bonificato ad opera dei monaci benedettini, su incarico di Adalberto I degli Obertenghi, capostipite della famiglia Pallavicino. Il marchese fece innalzare a partire dal 983 la chiesa di Santa Maria Assunta annessa al monastero benedettino fortificato, sul luogo di un'antica terramare; Adalberto I fu poi sepolto nel 1034 proprio all'interno del luogo di culto, consacrato probabilmente nel 1033. Allo stesso anno risale anche la risistemazione del castello di Castione Marchesi, esistente da epoca remota.
Nel 1325 i benedettini furono costretti a lasciare il monastero, per volere di Azzone Visconti, signore di Milano, al quale si deve anche l'unico fatto d'armi che abbia interessato Castione Marchesi: per evitare di farlo cadere nelle sue mani, i guelfi di Parma in fuga diedero alle fiamme il castello.
Con la presa del potere da parte di Gian Galeazzo Visconti, i Pallavicino furono autorizzati a rientrare in possesso dei loro territori, tra cui la zona di Castione Marchesi, che entrò in tal modo a far parte dello Stato Pallavicino di Rolando il Magnifico; si deve a quest'ultimo la ricostruzione della fortezza nel 1440.
Nel 1476 i marchesi avviarono una serie di importanti lavori, tra cui la ristrutturazione dell'antica chiesa romanica, la ricostruzione dell'annesso monastero e la trasformazione del castello in abbazia, in vista della loro assegnazione ai monaci olivetani.
Nel 1481, i feudi di Castione e di Vianino furono assegnati al marchese di Busseto Pallavicino Pallavicini, figlio di Rolando il Magnifico.
Nel 1585 lo Stato Pallavicino fu assorbito dal ducato di Parma e Piacenza e da allora ne seguì le sorti. Nel 1764 il ministro ducale Guillaume du Tillot decretò l'allontanamento dei monaci dall'abbazia e dal monastero, che fu assegnato alla diocesi di Parma; con la definitiva soppressione degli ordini stabilita da Napoleone nel 1810, due rami del chiostro del monastero furono abbattuti, mentre l'abbazia fu incamerata dagli Ospizi Civili di Parma, che la trasformarono in azienda agricola.
Castione Marchesi costituì un comune autonomo fino al 1821, con frazioni Bastelli e Chiusa Viarola oltre a Rimale per un limitato periodo di tempo; in seguito per decreto ducale l'antica unità amministrativa fu assorbita dal vicino comune di Borgo San Donnino.

## Monumenti e luoghi d'interesse

### Chiesa e monastero di Santa Maria Assunta

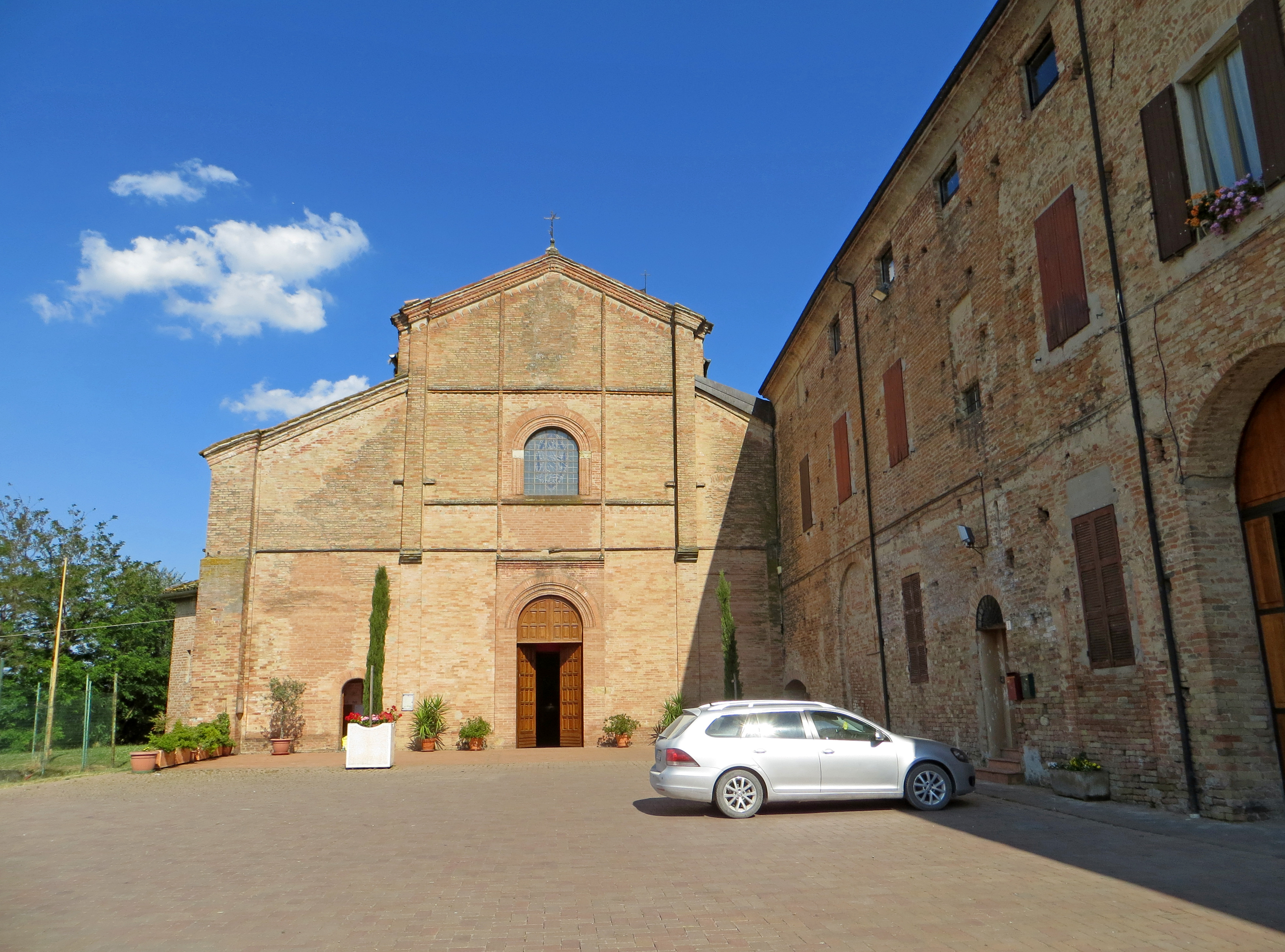
Chiesa del monastero di Santa Maria Assunta

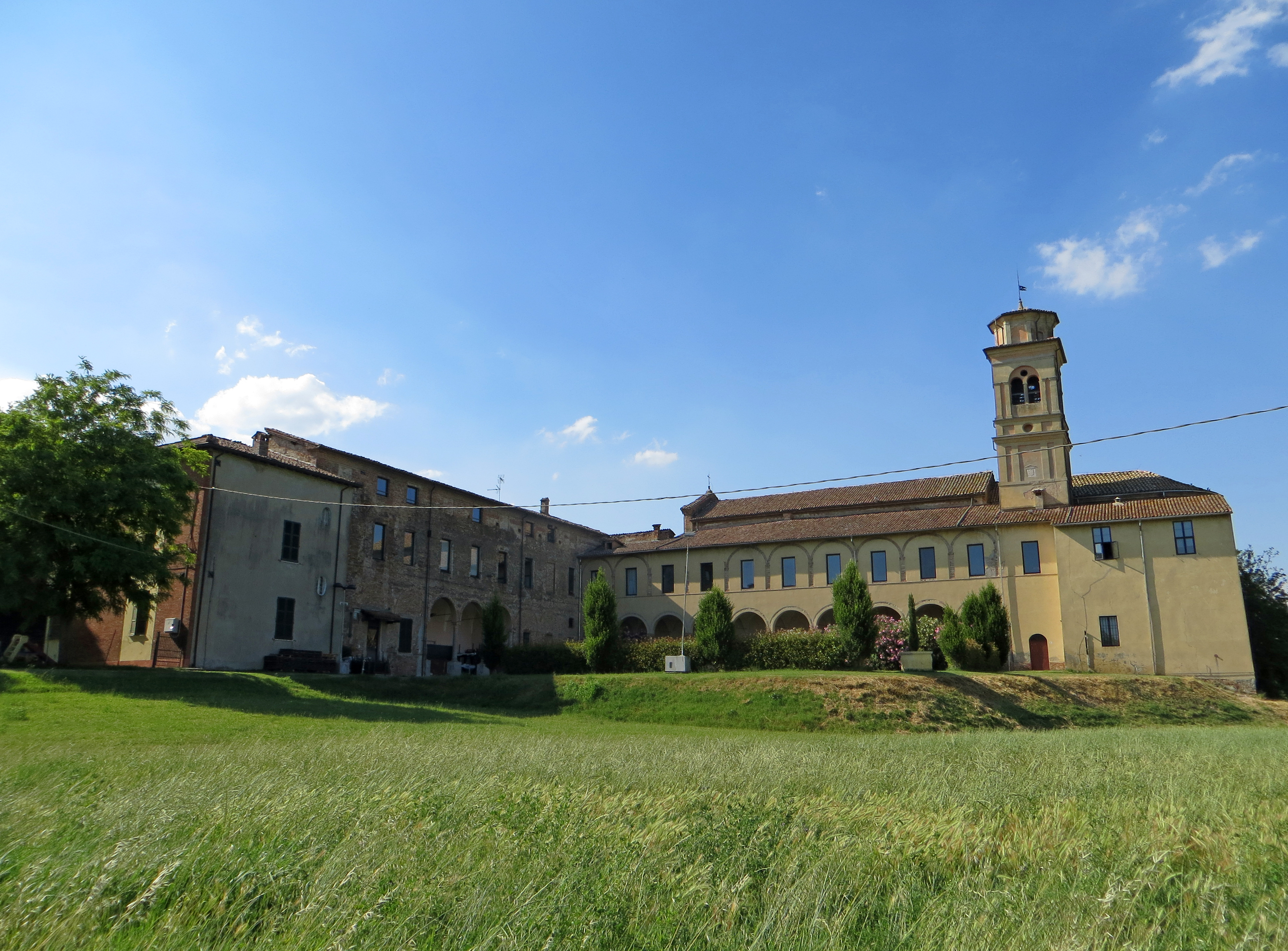
Chiostro del monastero di Santa Maria Assunta

Il complesso fu innalzato in stile romanico tra il 983 e il 1020 per volere del marchese Adalberto II Pallavicino; la chiesa nei secoli seguenti si mantenne pressoché integra nonostante alcune modifiche apportate nel XVII secolo e nel XX secolo, con il completo restauro degli interni; il monastero, ricostruito nel 1476, fu parzialmente abbattuto in epoca napoleonica e adibito ad usi civili.

### Abbazia

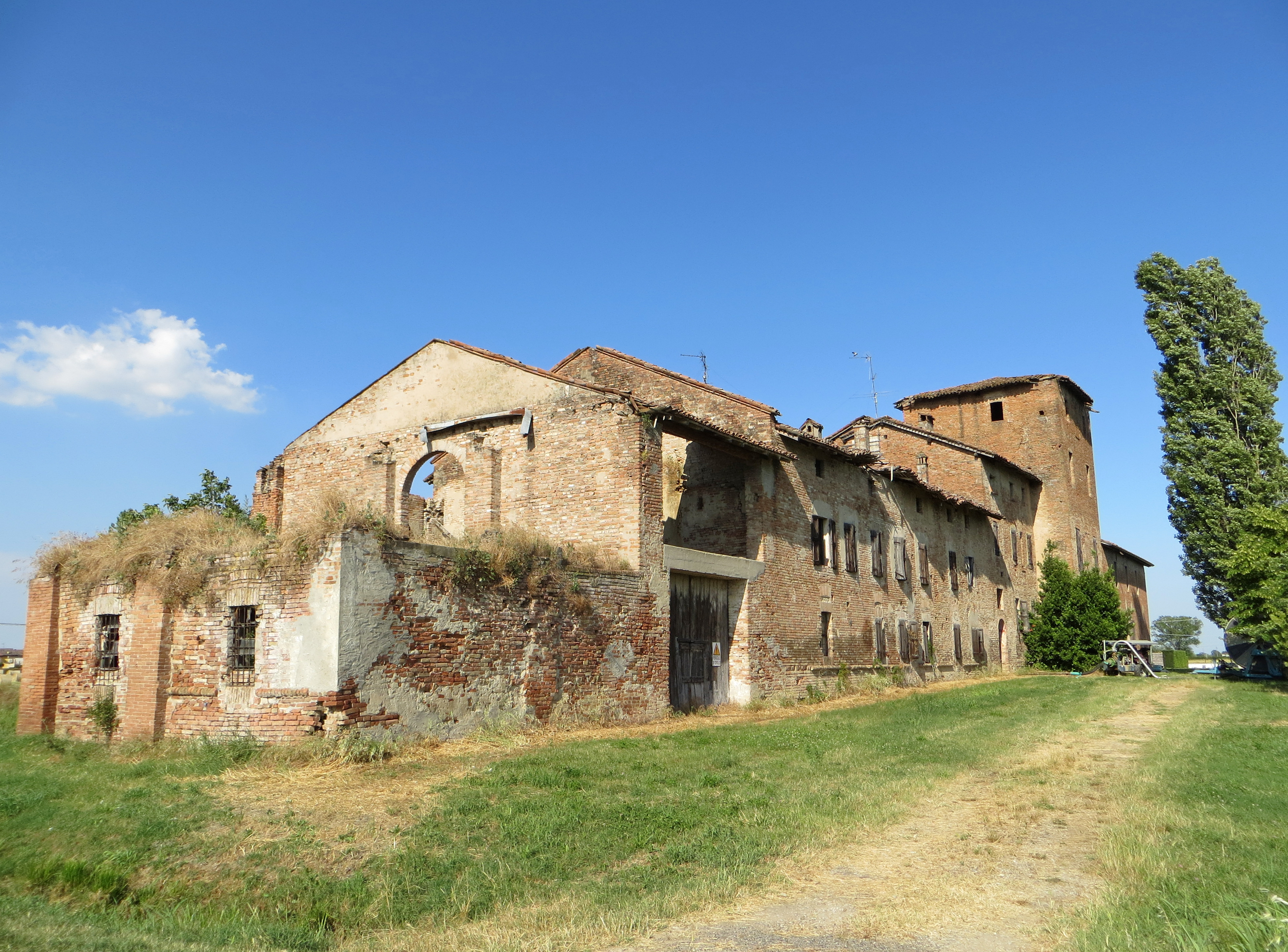
Abbazia

L'originario edificio fu innalzato nel 1033 con funzioni difensive e distrutto nel 1325; ricostruito nel 1440, fu adibito verso la fine del XV secolo a residenza dell'abate del monastero di Santa Maria Assunta e, dal 1810, ad azienda agricola; oggi si presenta in stato di avanzato degrado, tuttavia conserva quasi intatti l'antico torrione trecentesco ed il piccolo oratorio barocco all'interno.

## Infrastrutture e trasporti

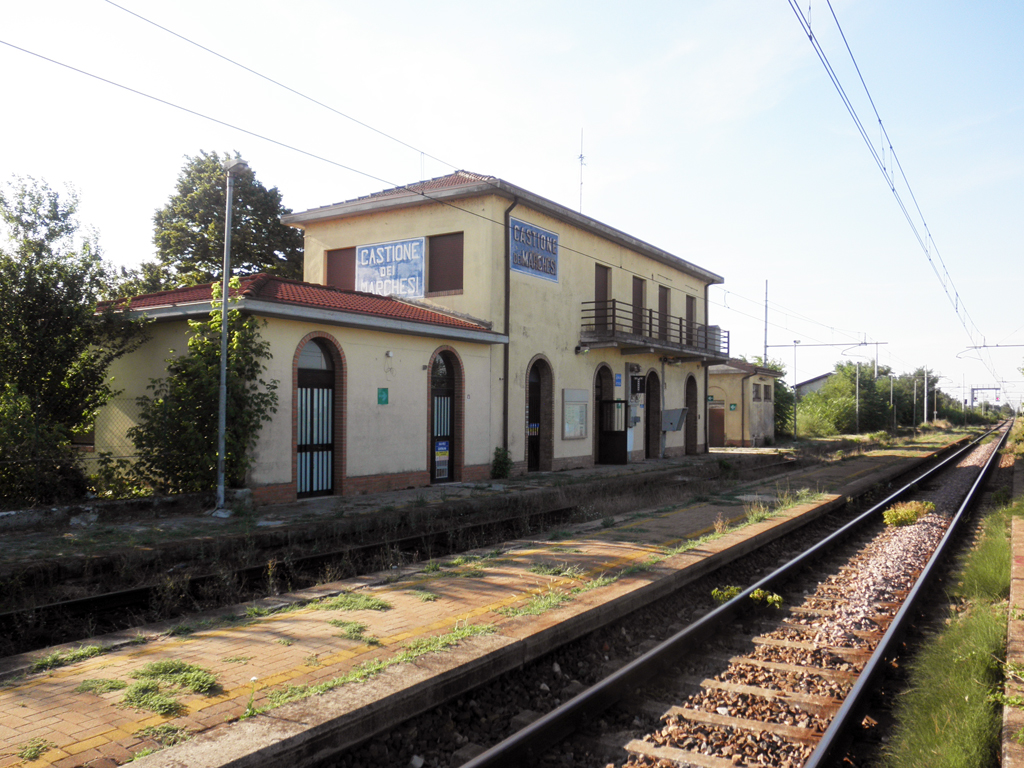
Stazione di Castione dei Marchesi

Castione Marchesi sorge lungo la strada provinciale 588 R dei Due Ponti, a ridosso dell'autostrade A1.
La località è servita da una stazione ferroviaria posta lungo la ferrovia Cremona-Fidenza e raggiunta da treni regionali di Trenitalia nell'ambito del contratto di servizio con la Regione Emilia-Romagna.